# Кубок Короля Бахрейну з футболу
Кубок Короля Бахрейну з футболу — футбольний клубний турнір в Бахрейні, який проводиться під егідою Асоціації футболу Бахрейну. Переможець змагання представляє країну у Кубку АФК.

## Історія
Турнір започаткований 1952 року. Раніше змагання проводились під назвами: Кубок Еміра (1952-59 та 1978-2002 рр.), Кубок Федерації (1960-77 рр.) та Кубок Короля (з 2003 року дотепер).

## Формат
У турнірі беруть участь команди із Прем'єр-ліги та другого за силою дивізіону Бахрейну. Розіграш кубка проводиться за кубковою системою. У кожному раунді переможець пари визначається за підсумками одного матчу, який проводиться на полі команди, що визначається жеребкуванням.

## Фінали
Команда-переможець виділена жирним.
- 1952 : Мухаррак
- 1953 : Мухаррак
- 1954 : Мухаррак

Дані про переможців турніру у 1955-57 роки відсутні
- 1958 : Мухаррак
- 1959 : Мухаррак
- 1960 : Аль-Нусур (Манама) 1-0 Мухаррак
- 1961 : Мухаррак 4-1 Аль-Нусур (Манама)
- 1962 : Мухаррак 7-1 Аль-Нахда
- 1963 : Мухаррак 2-0 Аль-Ріффа
- 1964 : Мухаррак 4-2 Аль-Нусур (Манама)
- 1965 : змагання не проводились
- 1966 : Мухаррак 5-0 Тадж
- 1967 : Мухаррак 1-0 Аль-Арабі
- 1968 : Аль-Нусур (Манама) 2-1 Аль-Ріффа
- 1969 : Аль-Арабі 4-0 Аль-Турсана
- 1970 : Бахрейн 5-2 Аль-Нусур (Манама)
- 1971 : Бахрейн 4-2 Аль-Арабі
- 1972 : Мухаррак 2-0 Бахрейн
- 1973 : Аль-Ріффа 2-2 дч пен. 8-7 Бахрейн
- 1974 : Мухаррак 3-2 Аль-Нусур (Манама)
- 1975 : Мухаррак 5-1 Бахрейн
- 1976 : Аль-Хала 1-0 Бахрейн
- 1977 : Аль-Нусур (Манама) 1-0 Мухаррак
- 1978 : Мухаррак 1-0 Аль-Вахда
- 1979 : Мухаррак 1-0 Аль-Аглі (Манама)
- 1980 : Аль-Хала 0-0 дч пен. 4-2 Іст Ріффа
- 1981 : Аль-Хала 2-2 дч пен. 5-4 Бахрейн
- 1982 : Аль-Аглі (Манама) 2-0 Аль-Ріффа
- 1983 : Мухаррак 2-0 Аль-Ріффа
- 1984 : Мухаррак 2-0 Бахрейн
- 1985 : Аль-Ріффа 1-1 дч пен. 4-1 Бахрейн
- 1986 : Аль-Ріффа 1-0 Іст Ріффа
- 1987 : Аль-Аглі (Манама) 1-0 Аль-Вахда
- 1988 : Аль-Вахда 1-0 Аль-Аглі (Манама)
- 1989 : Мухаррак 1-0 Іст Ріффа
- 1990 : Мухаррак
- 1991 : Аль-Аглі (Манама)
- 1992 : Аль-Вахда
- 1993 : Мухаррак
- 1994 : Аль-Вахда
- 1995 : Мухаррак
- 1996 : Мухаррак ? дч пен. 4-3 Бахрейн
- 1997 : Мухаррак 2-1 Іст Ріффа
- 1998 : Аль-Ріффа 2-1 Будая
- 1999 : Іст Ріффа 1-0 Аль-Хала
- 2000 : Іст Ріффа 3-1 Кадісія
- 2001 : Аль-Аглі (Манама) 1-0 Есса Таун
- 2002 : Мухаррак 0-0 (4 - 2) Аль-Аглі (Манама)
- 2003 : Аль-Аглі (Манама) 2-1 Мухаррак
- 2004 : Аль-Шабаб Джіддс Хафс 2-1 Бусайтін
- 2005 : Мухаррак 1-0 дч Аль-Шабаб Джіддс Хафс
- 2006 : Аль-Наджма 1-0 Аль-Аглі (Манама)
- 2007 : Аль-Наджма 2-0 Аль-Хала
- 2008 : Мухаррак 2-0 Аль-Наджма
- 2009 : Мухаррак 1-1 дч пен. 9-8 Аль-Ріффа
- 2010 : Аль-Ріффа 4-0 Бусайтін
- 2011 : Мухаррак 3-0 Бусайтін
- 2012 : Мухаррак 3-1 Аль-Ріффа
- 2013 : Аль-Мухаррак 2-2 дч пен. 4-3 Аль-Ріффа
- 2014 : Іст Ріффа 2-1 дч Бусайтін
- 2015 : Аль-Хідд 2-0 Бусайтін
- 2016 : Аль-Мухаррак 3-1 Аль-Ріффа
- 2016-17: Манама Клаб 2-1 Мухаррак
- 2017-18: Аль-Наджма 1-1 дч пен. 5-4 Мухаррак
- 2018-19: Аль-Ріффа 2-1 дч Аль-Хідд
- 2019-20: Аль-Мухаррак 1-0 Аль-Хідд
- 2020-21: Аль-Ріффа 2-0 Аль-Аглі (Манама)
- 2021-22: Аль-Халдія 0-0 дч пен. 4-3 Іст Ріффа
- 2022-23: Аль-Хала 0-0 дч пен. 6-5 Аль-Аглі (Манама)
- 2023-24: Аль-Аглі (Манама) 0-0 дч пен. 4-2 Аль-Мухаррак
- 2024-25: Аль-Халдія 3-2 Сітра

## Титули за клубами
| #  | Клуб                  | Перемоги |
| -- | --------------------- | -------- |
| 1  | Аль-Мухаррак          | 33       |
| 2  | Аль-Аглі (Манама)     | 9        |
| 3  | Аль-Ріффа             | 7        |
| 4  | Аль-Хала              | 4        |
| =  | Аль-Вахда             | 3        |
| =  | Іст Ріффа             | 3        |
| =  | Аль-Наджма            | 3        |
| 8  | Бахрейн               | 2        |
| =  | Аль-Халдія            | 2        |
| 10 | Аль-Арабі             | 1        |
| =  | Аль-Шабаб Джіддс Хафс | 1        |
| =  | Аль-Хідд              | 1        |
| =  | Манама Клаб           | 1        |